# غراسين
غراسين (بالإنجليزية: Grassen)‏ هو أحد جبال سلسلة جبال الألب أوري وجزء من القمة الأم Wichelplanggstock يقع في كانتون برن وكانتون أوبفالدن وكانتون أوري، سويسرا. يبلغ ارتفاع الجبل حوالي 2946 متر، بينما يبلغ ارتفاع نتوء الجبل 146 متر.